# Papio ursinus

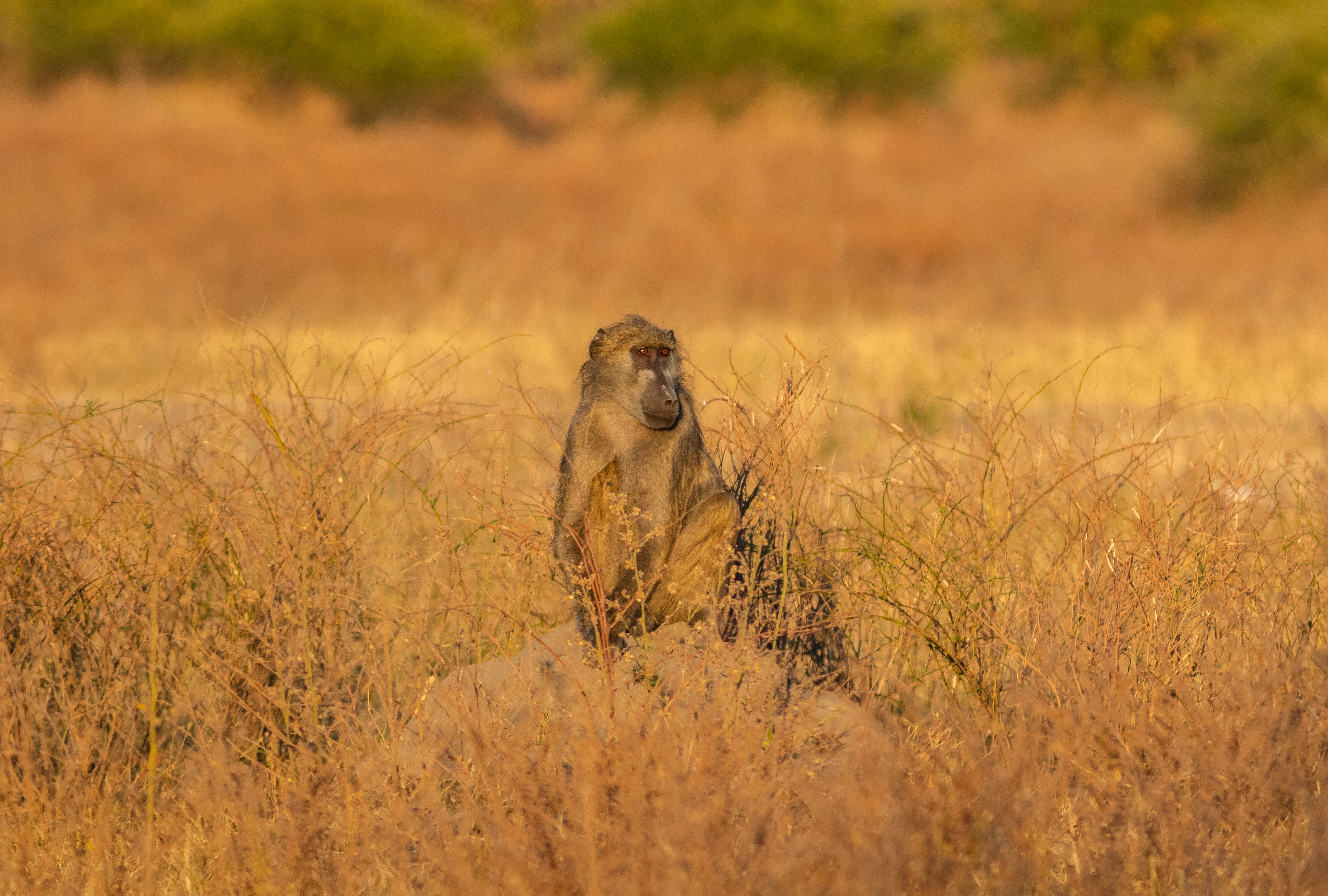
Ejemplar vigilante en Botsuana

El papión chacma, babuino chacma o papión negro (Papio ursinus) es una especie de primate catarrino de la familia Cercopithecidae que se distribuye por la sabana rocosa del África meridional.
Su color es verde oscuro presentando callosidades desnudas en la base de la cola. Es de gran tamaño, un metro de longitud de cuerpo, y pesa hasta 45 kg. Forma grandes grupos de hasta doscientos individuos que están fuertemente jerarquizados. Ocupan un vasto territorio que van recorriendo en busca de alimento. Este es básicamente vegetal pero no desdeñan insectos, pequeños mamíferos y aves. En caso de peligro todos los machos hacen frente común.

## Subespecies
Se reconocen las siguientes subespecies:
- P. ursinus ursinus Kerr, 1792
- P. ursinus griseipes Pocock, 1911
- P. ursinus ruacana Shortridge, 1942